# Assemblaggio supramolecolare

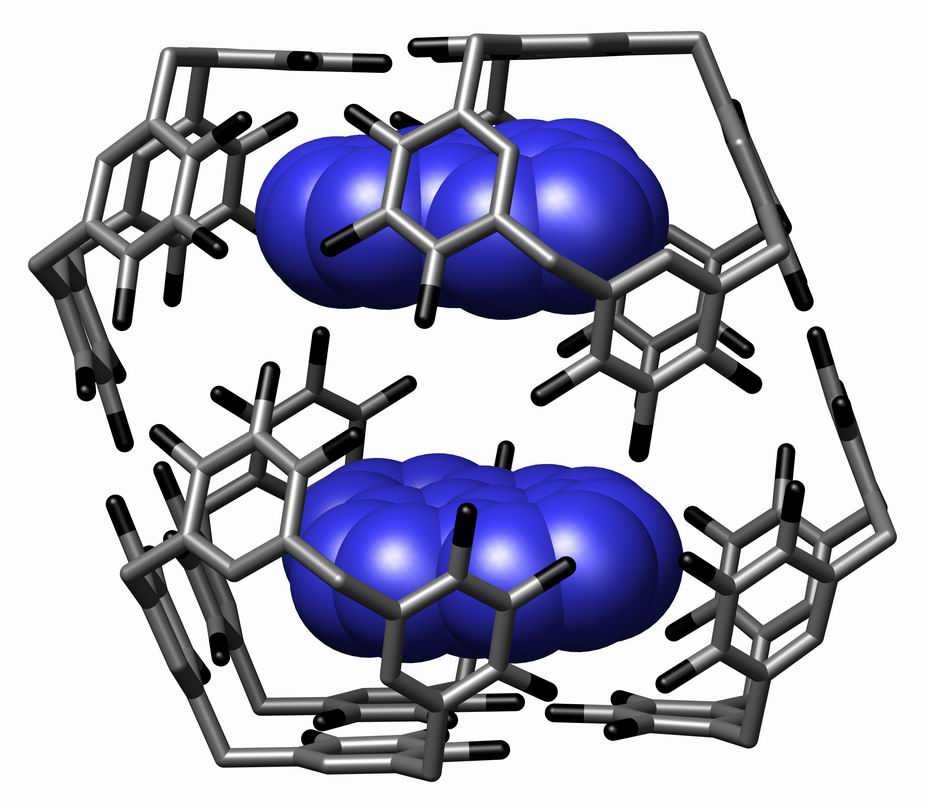
Un esempio di assemblaggio supramolecolare riportato da Atwood e collaboratori in Science 2005, 309, 2037.

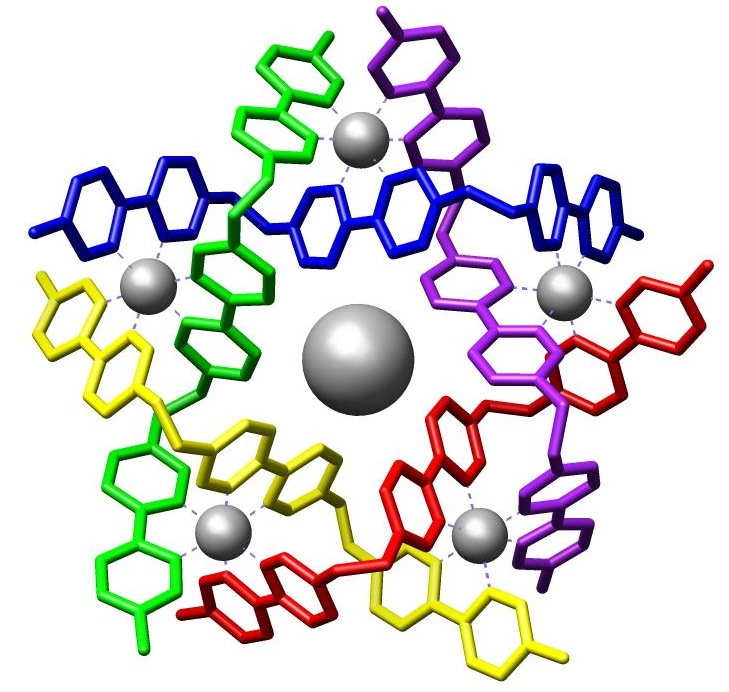
Un esempio di assemblaggio supramolecolare riportato da Jean-Marie Lehn e collaboratori in Angew. Chem., Int. Ed. Engl. 1996, 35, 1838-1840.

Un assemblaggio supramolecolare (o supermolecola) è un ben definito complesso di molecole tenute insieme per mezzo di legami non-covalenti. Sebbene un assemblaggio supramolecolare possa essere semplicemente composto di due molecole (per es., una doppia elica di DNA o un composto di inclusione), il termine è più spesso usato per denotare complessi più grandi di molecole che formano specie simil-sfera, -bastone (rod) o -foglio (sheet). Le dimensioni di assemblaggi supramolecolari possono variare dai nanometri ai micrometri. In tal modo essi consentono l'accesso agli oggetti su scala nanometrica usando un approccio bottom-up con molti meno passaggi di una singola molecola di dimensioni simili.
Il processo mediante cui si forma l'assemblaggio supramolecolare viene chiamato autoassemblaggio molecolare. Alcuni cercano di distinguere l'auto-assemblaggio come il processo per mezzo del quale le singole molecole formano un aggregato definito. L'auto-organizzazione, dunque, è il processo mediante il quale questi aggregati creano strutture di ordine più elevato.  Questo può tornare utile quando si parla di cristalli liquidi e polimeri a blocco.

## Applicazioni
Gli assemblaggi supramolecolari sono stati studiati come nuovi materiali in una varietà di contesti. Per esempio, Samuel Stupp e collaboratori alla Northwestern University mostravano che un assemblaggio supramolecolare di peptidi anfifili nella forma di nanofibre potrebbe essere utilizzato per promuovere la crescita di neuroni.  Un grande vantaggio per questo approccio supramolecolare è che le nanofibre degraderanno indietro le singole molecole del peptide che può così essere decomposto dal corpo.
Un altro esempio con implicazioni riguardanti l'interfaccia biologia/scienza dei materiali è quello dell'autoassemblaggio di dipeptidi dendritici, i quali formano assemblaggi supramolecolari cilindrici cavi in soluzione e nella materia (bulk). Gli assemblaggi cilindrici possiedono un ordine elicoidale interno e si auto-organizzano in reticoli di cristalli liquidi colonnari. Quando inserite nelle membrane vescicolari, gli assemblaggi cilindrici porosi mediano il trasporto di protoni attraverso la membrana. 
Sono stati anche usati autoassemblaggi di dendriti per generare apparati di nanofili.  I complessi di donatore-accettore dell'elettrone comprendono il nucleo degli assemblaggi supramolecolari cilindrici, i quali si auto-organizzano ulteriormente in reticoli di cristalli liquidi bidimensionali colonnari. Ogni assemblaggio supramolecolare cilindrico funziona come un singolo filo. Sono state ottenute mobilità di trasporto carica (charge carrier mobilities) per buchi ed elettroni.